# 1 mai
ianuarie • februarie • martie  • aprilie  • mai  • iunie  • iulie  • august  • septembrie  • octombrie  • noiembrie  • decembrie
1 mai este a 121-a zi a calendarului gregorian și ziua a 122-a în anii bisecți. Mai sunt 244 de zile până la sfârșitul anului.

## Evenimente

1707: Anglia s-a unit cu Scoția sub numele de Marea Britanie. În fotografie primul steag al Uniunii creat de Iacob I, simbolizând uniunea Angliei și Scoției sub o singură Coroană.

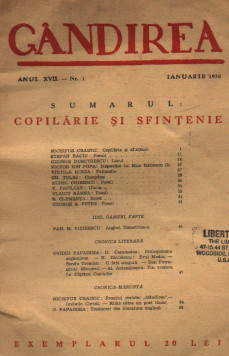
1921: A apărut, la Cluj și București, bilunar, apoi lunar, revista Gândirea, publicație tradiționalistă care tindea să orienteze creația spre valorile autohtone; în paginile revistei au semnat mari scriitori precum Tudor Arghezi, Tudor Vianu, Călinescu, Eliade (directori: Cezar Petrescu la Cluj și Nichifor Crainic la București).

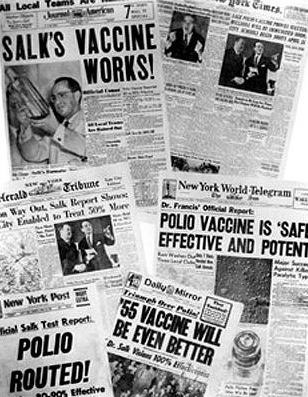
1956: Vaccinul împotriva poliomielitei dezvoltat de medicul virusolog american Jonas Salk este pus la dispoziția publicului.

- 0305: Împărații romani Dioclețian și Maximian renunță la demnitatea de auguști, lucru ce consemnează sfârșitul primei tetrarhii. Locul lor este luat de Galerius și Constanțiu I.
- 1359: Recunoașterea Mitropoliei Țării Românești, cu sediul la Curtea de Argeș, de către Patriarhia din Constantinopol.
- 1486: Cristofor Columb îi prezintă reginei spaniole Isabella I de Castilia planurile sale de descoperire a unei rute vestice către Indii.[1]
- 1581: Sigismund Bathory este ales principe al Transilvaniei.
- 1707: Intră în vigoare Actul de Unire care unește Anglia și Scoția pentru a forma Regatul Marii Britanii.[2]
- 1753: Publicarea de către Linnaeus a lucrării Species Plantarum și data oficială de începere a taxonomiei plantelor, adoptată prin Codul internațional de nomenclatură botanică.
- 1786: Premiera operei comice "Nunta lui Figaro" (4 acte) de W. A. Mozart, la Burgtheater din Viena. Libretul este de Lorenzo da Ponte, după piesa cu același titlu a lui Beaumarchais.
- 1776: Ordinul Iluminaților este fondat în Ingolstadt (Bavaria de Nord), de Adam Weishaupt.
- 1821: Turcii pătrund în Moldova, la Brăila, și în Țara Românească, la Giurgiu, Călărași, Calafat și Bechet, pentru a înăbuși revoluția condusă de Tudor Vladimirescu.
- 1831: Se înființează, la București, Arhivele Statului din Țara Românească.
- 1865: Intră în vigoare Codul Penal (aprobat de domnitorul Alexandru Ioan Cuza la 21 aprilie/3 mai 1864).
- 1899: Bayer introduce aspirina în Germania.
- 1915: RMS Lusitania pleacă din New York pentru a 202-a și ultima sa traversare a Atlanticului de Nord. Șase zile mai târziu, nava este torpilată în largul coastelor Irlandei; s-au pierdut 1.198 de vieți.
- 1919: Guvernele sovietic și ucrainean au adresat guvernului român două ultimatumuri prin care îi cereau să părăsească în 24 de ore Basarabia și Bucovina.
- 1921: A apărut, la Cluj și București, bilunar, apoi lunar, revista Gândirea, publicație tradiționalistă care tindea să orienteze creația spre valorile autohtone; în paginile revistei au semnat mari scriitori precum Tudor Arghezi, Tudor Vianu, Călinescu, Eliade (directori: Cezar Petrescu la Cluj și Nichifor Crainic la București).
- 1930: Astronomul american Vesto Slipher propune numele „Pluto” ca nume al planetei pitice nou descoperite. Numele prinde rapid la public.[3]
- 1941: Filmul lui Orson Welles, Cetățeanul Kane, are premiera la New York.
- 1945: Al Doilea Război Mondial: Radioul german transmite știrea morții lui Adolf Hitler, afirmând în mod fals că acesta „a căzut la postul său de comandă din Cancelaria Reich-ului, luptând până la ultima suflare împotriva bolșevismului și pentru Germania”. Steagul sovietic este arborat deasupra Cancelariei Reichului, din ordinul lui Stalin.
- 1945: Al Doilea Război Mondial: Până la 2.500 de persoane mor într-o sinucidere în masă în orașul Demmin, Germania, în urma avansării Armatei Roșii.[4]
- 1950: În Republica Federală Germania nu mai există bonuri de masă, raționalizarea alimentelor a fost abolită.
- 1956: Vaccinul împotriva poliomielitei dezvoltat de medicul virusolog american Jonas Salk este pus la dispoziția publicului.
- 1956: A fost înființat Institutul de Arheologie din București.
- 1961: Prim-ministrul Cubei, Fidel Castro, proclamă Cuba națiune socialistă și anulează alegerile.
- 1967: Elvis Presley se căsătorește cu Priscilla Beaulieu.
- 1975: Preotul Constantin Galeriu devine paroh al bisericii "Sfântul Silvestru" din București.
- 1978: Japoneza Naomi Uemura, călătorind cu o sanie trasă de câini, devine prima persoană care ajunge singură la Polul Nord.
- 1979: Groenlanda devine provincie autonomă a Regatului Danemarcei.
- 1991: A intrat în vigoare Acordul de comerț și cooperare comercială și economică dintre România și Comunitatea Economică Europeană/CEE, ulterior Uniunea Europeană/UE.
- 1992: Intră în vigoare Documentul de la Viena, adoptat prin consens, la 5 martie 1992 de 48 de state ale CSCE.
- 1993: A intrat în vigoare Acordul dintre România și Asociația Europeană a Liberului Schimb/AELS.
- 1994: Pilotul brazilian de curse, Ayrton Senna, moare într-un accident produs în timpul Marelui Premiu al statului San Marino.
- 1995: Începutul Operațiunii Blitz. Armata croată a înlăturat forțele sârbe din regiunea auto-proclamată Republica Sârbă Krajina.
- 1997: Partidul Laburist obține cea mai mare victorie din ultimii 150 de ani în scrutinul legislativ de la 1 mai 1997, ajungând la putere pentru prima oară după 1979. Tony Blair este învestit oficial de către regina Elisabeta a II-a cu formarea guvernului.
- 1998: Reuniunea liderilor UE, miniștrilor de finanțe ai țărilor UE și ai Parlamentului European, pentru a decide cine va participa la lansarea UME – Uniunea Monetară Europeană – pentru a stabili ratele de schimb bilaterale și pentru a numi oficial Consiliul de conducere al Băncii Centrale Europene.
- 1998: Intră în vigoare Convenția Consiliului Europei privind spălarea, depistarea, capturarea și confiscarea banilor proveniți din activități criminale.
- 1999: Trupul alpinistului britanic George Mallory este găsit pe Muntele Everest, la 75 de ani de la dispariția sa din 1924.[5]
- 2002: A început să funcționeze Garda de Mediu, condusă de un comisar național – la nivelul țării, și de un comisar județean – la nivel de județ.
- 2002: La Salonul Internațional al Invențiilor și Produselor Noi de la Geneva, ediția nr. 30, România a câștigat 67 de medalii (din care 15 de aur) și trei premii speciale, ceea ce a clasat–o pe primul loc între cele 44 de țări. Printre premianți sunt profesorii Universității Bioterra din București – medalie de aur pentru "vodca ecologica" și de argint pentru sucul fără conservanți "Carotina".
- 2003: A intrat în vigoare noul Cod Poștal din România.
- 2004: Extinderea UE: Cipru, Estonia, Letonia, Lituania, Malta, Polonia, Republica Cehă, Slovacia, Slovenia și Ungaria aderă la Uniunea Europeană.
- 2004: Odată cu extinderea Uniunii Europene, s-a restructurat Acordul Central European al Comerțului Liber (CEFTA), fapt ce se răsfrânge și asupra României.
- 2008: Se inaugurează Hangzhou Wan Daqiao, cel mai lung pod de dincolo de ocean, dintre Cixi si Jiaxing din Republica Populară Chineză.
- 2011: Papa Ioan Paul al II-lea este beatificat la Vatican de succesorul său, Papa Benedict al XVI-lea.
- 2019: Naruhito urcă pe tronul Japoniei, succedându-i tatălui său Akihito, începând perioada Reiwa.[6]

## Nașteri
- 1218: Ioan I, Conte de Hainaut (d. 1257)
- 1592: Adam Schall von Bell, matematician, astronom și explorator iezuit (d. 1666)
- 1644: Jean Jouvenet, pictor francez (d. 1717)
- 1764: Benjamin Henry Latrobe, arhitect anglo-american (d. 1820)
- 1769: Arthur Wellesley, om de stat anglo-irlandez (d. 1852)
- 1829: José de Alencar, scriitor brazilian (d. 1877)
- 1850: Prințul Arthur, Duce de Connaught și Strathearn (d. 1942)

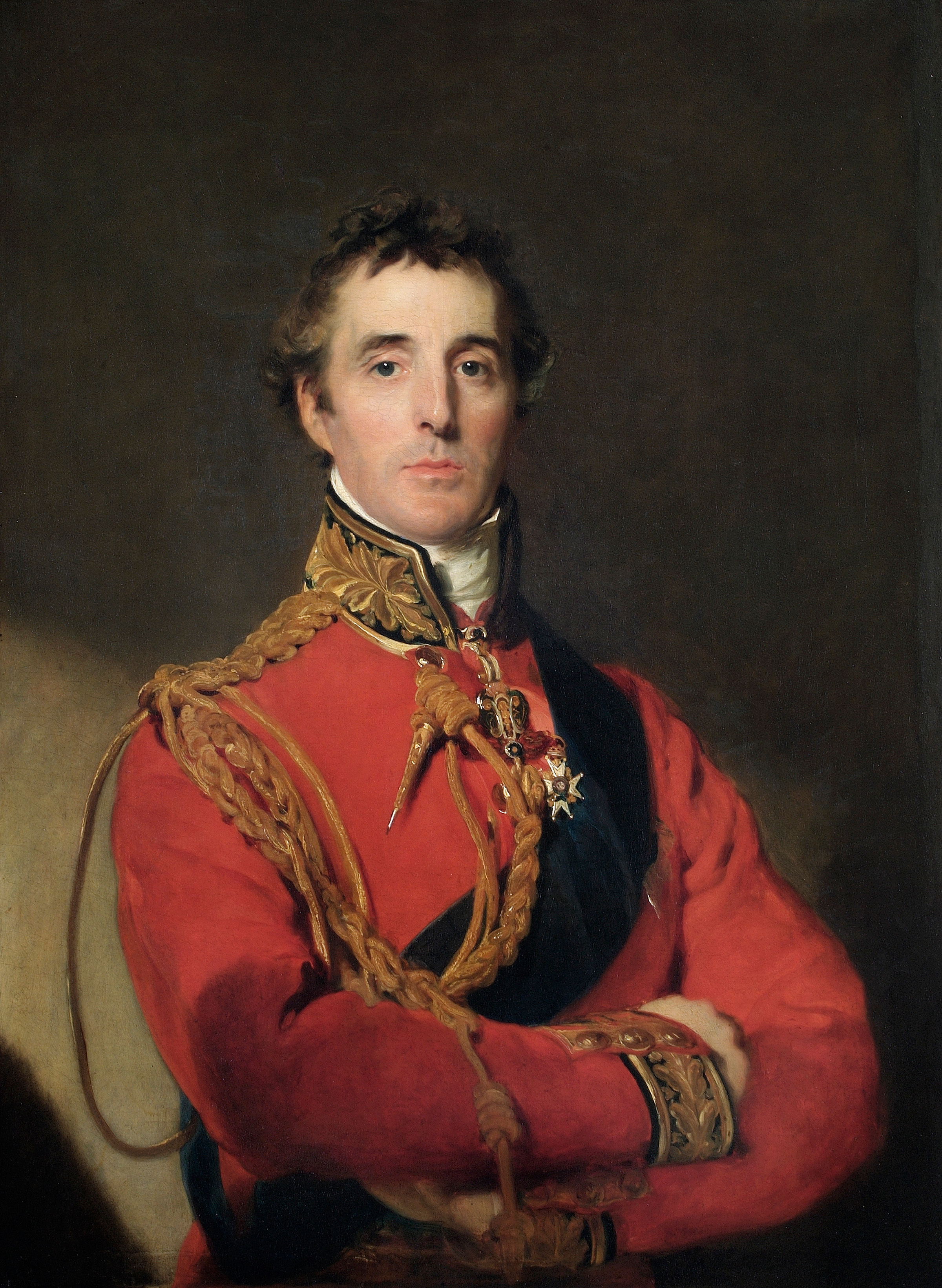
Arthur Wellesley, ofițer și om de stat britanic
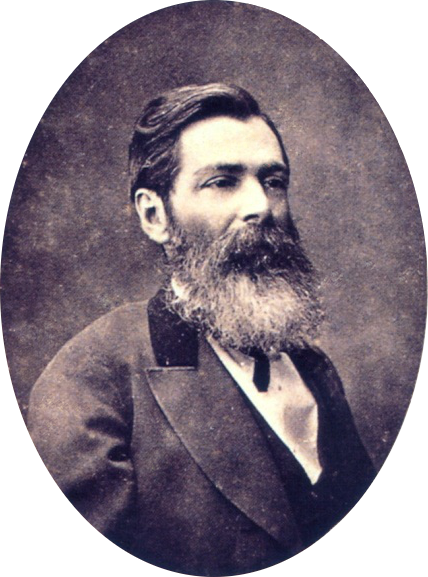
José de Alencar, scriitor brazilian
Santiago Ramón y Cajal, biolog spaniol, laureat Nobel

- 1852: Santiago Ramón y Cajal, biolog și histolog spaniol, laureat Nobel (d. 1934)
- 1859: Alexandru Philippide, lingvist și filolog român, membru al Academiei Române (d. 1933)
- 1881: Pierre Teilhard de Chardin, teolog și paleontolog francez, membru al Academiei Franceze (d. 1955)
- 1887: Vincenzo Cardarelli, poet și jurnalist italian (d. 1959)
- 1892: Grigore T. Popa, medic român (d. 1948)
- 1894: Maria Restituta Kafka, soră medicală (d. 1943)
- 1894: Ion Văluță, politician român (d. 1981)
- 1895: Ury Benador, prozator român (d. 1971)
- 1896: Mihai Ralea, sociolog și politician român, membru al Academiei Române (d. 1964)
- 1898: Gleb Struve, poet, critic și istoric literar rus (d. 1985)
- 1905: Henry Koster, regizor american de film (d. 1988)
- 1908: Giovannino Guareschi, scriitor italian (d. 1968)
- 1910: Lazăr Dubinovschi, sculptor din Republica Moldova (d. 1982)
- 1910: J. Allen Hynek, astronom american (d. 1986)
- 1916: Glenn Ford, actor american (d. 2006)
- 1917: Danielle Darrieux, actriță franceză (d. 2017)
- 1920: Nicolae Simatoc, fotbalist român (d. 1978)
- 1921: Vladimir Colin, scriitor român (d. 1991)
- 1923: Joseph Heller, romancier american (d. 1999)
- 1923: Ion Popescu-Gopo, regizor, scenarist, desenator și caricaturist român (d. 1989)
- 1927: Laura Hidalgo, actriță română de origine argentiniană (d. 2005)
- 1928: Ion Ianoși, critic și istoric literar, eseist și filosof român de etnie evreiască, membru de onoare al Academiei Române (d. 2016)

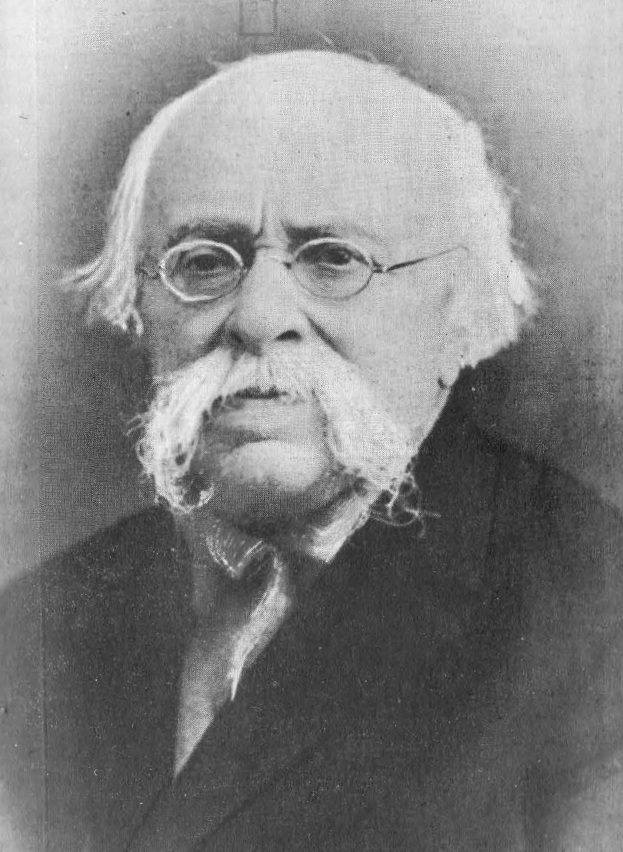
Alexandru Philippide, lingvist și filolog român
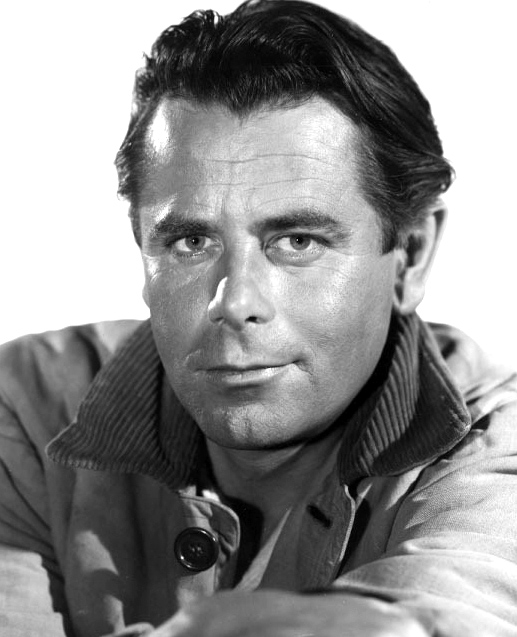
Glenn Ford, actor american
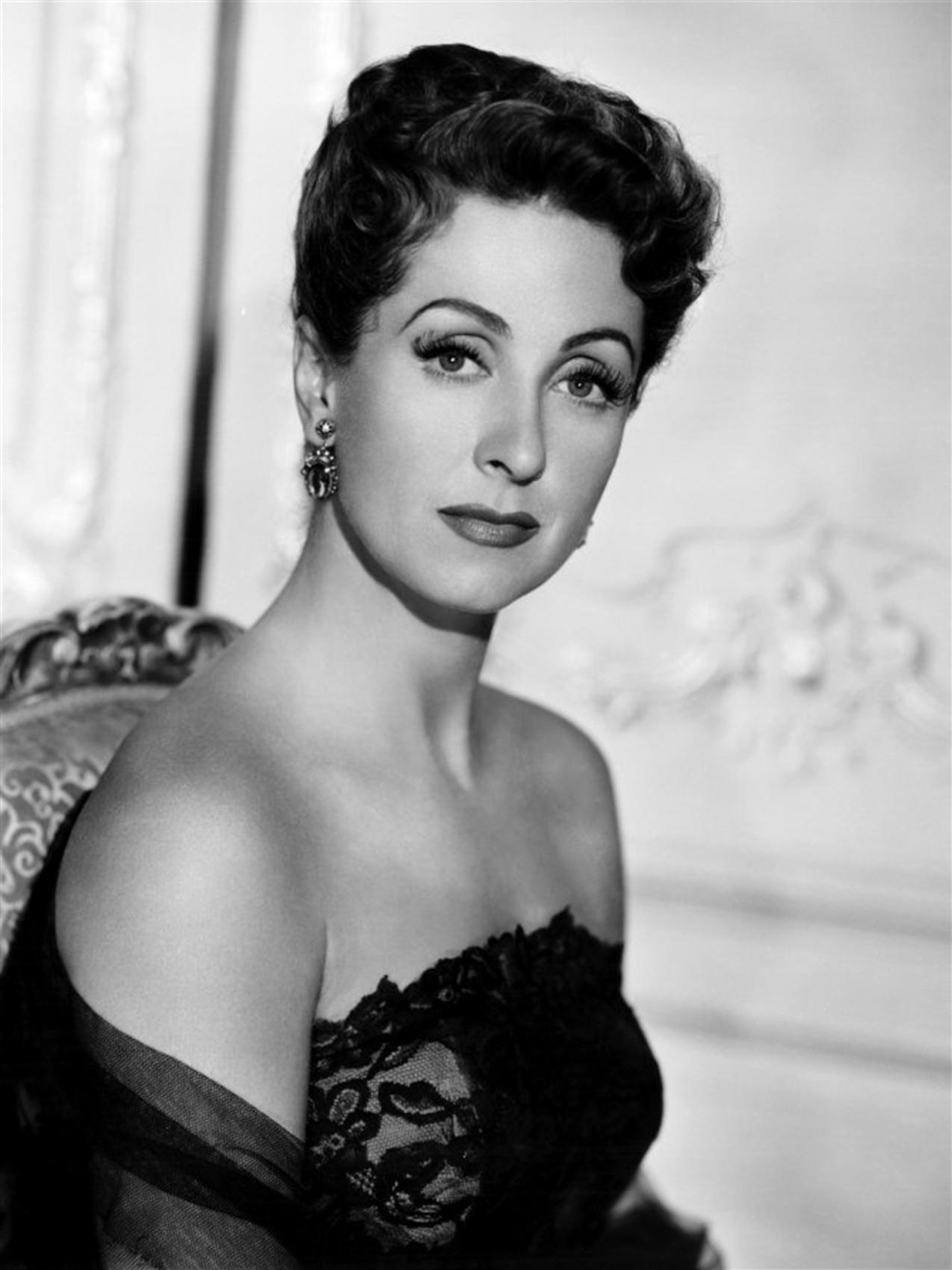
Danielle Darrieux, actriță franceză

- 1929: Ralf Dahrendorf, sociolog și politician german (d. 2009)
- 1930: Theodor Hristea, lingvist român, membru al Academiei Române (d. 2009)
- 1933: Michel Camdessus, economist francez
- 1936: Anatol Codru, regizor și scenarist din Basarabia (d. 2010)
- 1937: Ion Vatamanu, poet, publicist și om politic din Basarabia (d. 1993)
- 1938: Valeriu Gagiu, regizor de teatru și film român din Basarabia (d. 2010)
- 1938: Marin Tarangul, teolog, critic de artă, filosof și scriitor român (d. 2010)
- 1938: Camelia Zorlescu, actriță română (d. 2022)
- 1940: Chris Mead, ornitolog britanic (d. 2003)
- 1946: Gheorghe Mardare, critic de artă din Republica Moldova
- 1946: John Woo, regizor chinez
- 1948: Mariana Câmpeanu, politiciană română
- 1949: Gheorghe Mencinicopschi, biolog, biochimist și cercetător român (d. 2022)
- 1950: Laurențiu Roșu, handbalist român
- 1951: Dan Sabău, politician român
- 1951: Radu-Dumitru Savu, politician român
- 1951: Istvan Bonis, politician român
- 1955: Gheorghe Costin, dirijor român
- 1955: István Erdei-Dolóczki, politician român
- 1958: Patrice Talon, politician, președinte al Beninului din 2016
- 1959: Yasmina Reza, actriță și scriitoare franceză
- 1961: Octavian-Claudiu Radu, politician român
- 1962: Ion Balan, politician din Republica Moldova
- 1962: Maia Morgenstern, actriță română de teatru și film
- 1965: Marian Damaschin, fotbalist român
- 1967: Ioan Botiș, politician român

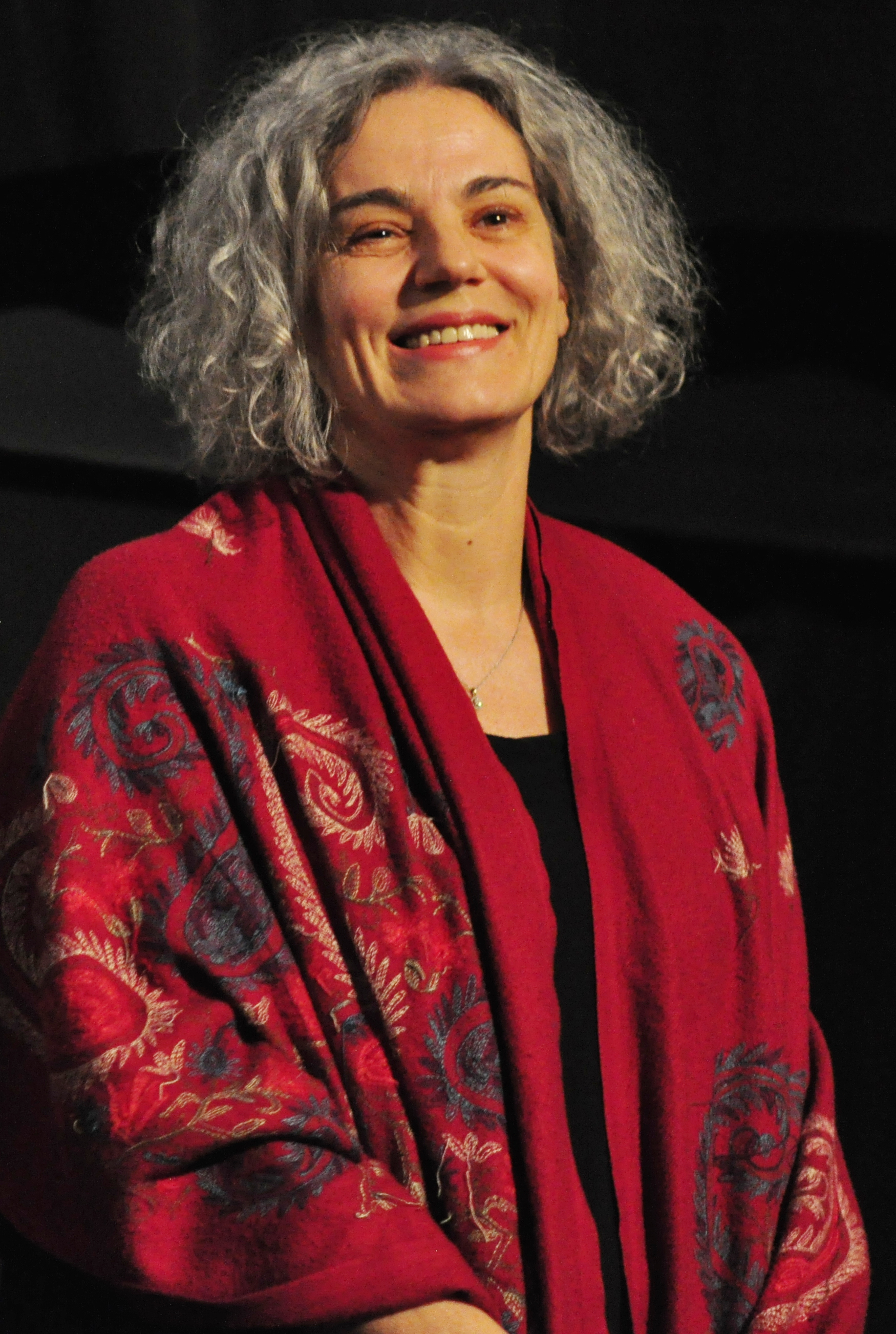
Maia Morgenstern, actriță română
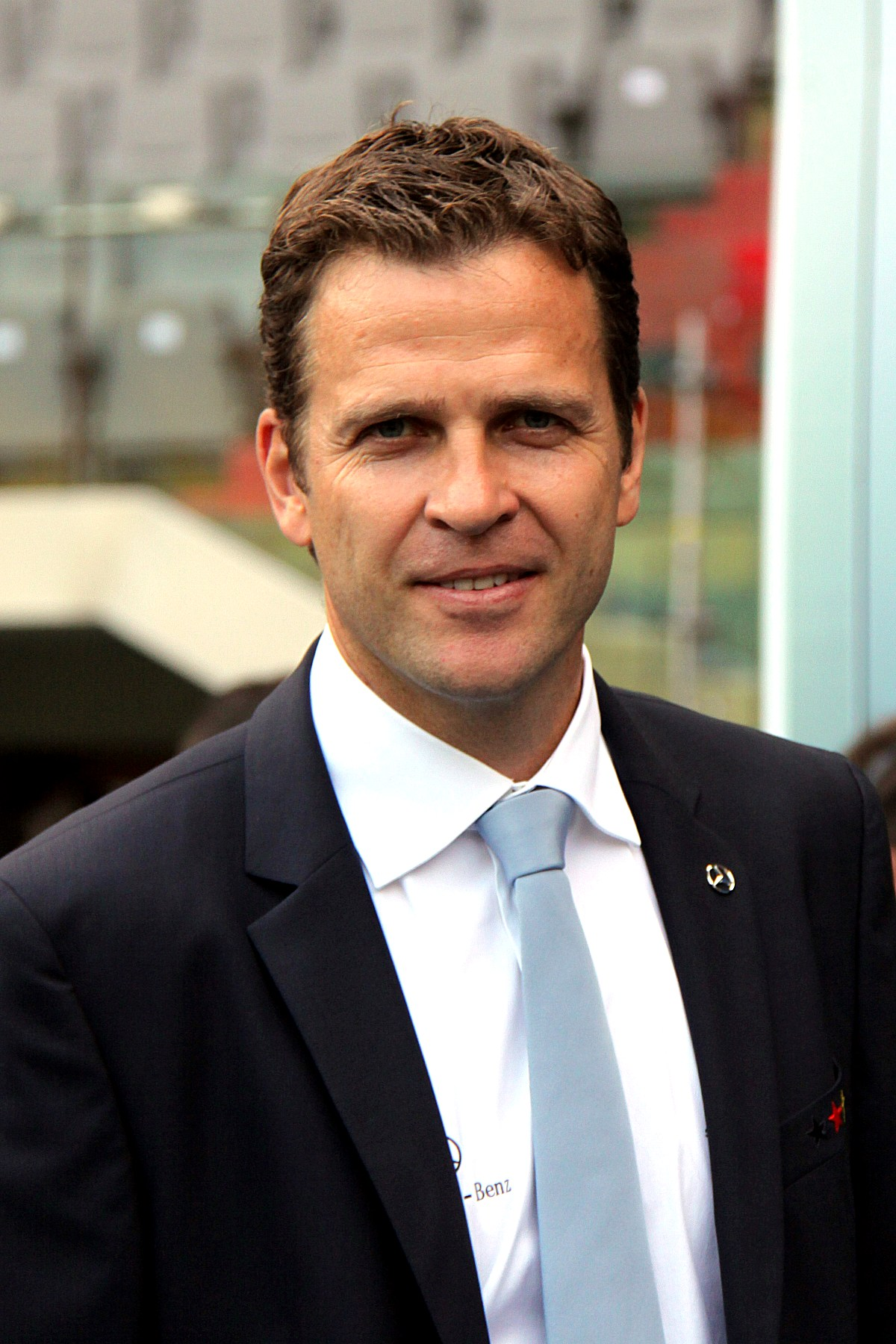
Oliver Bierhoff, fotbalist german
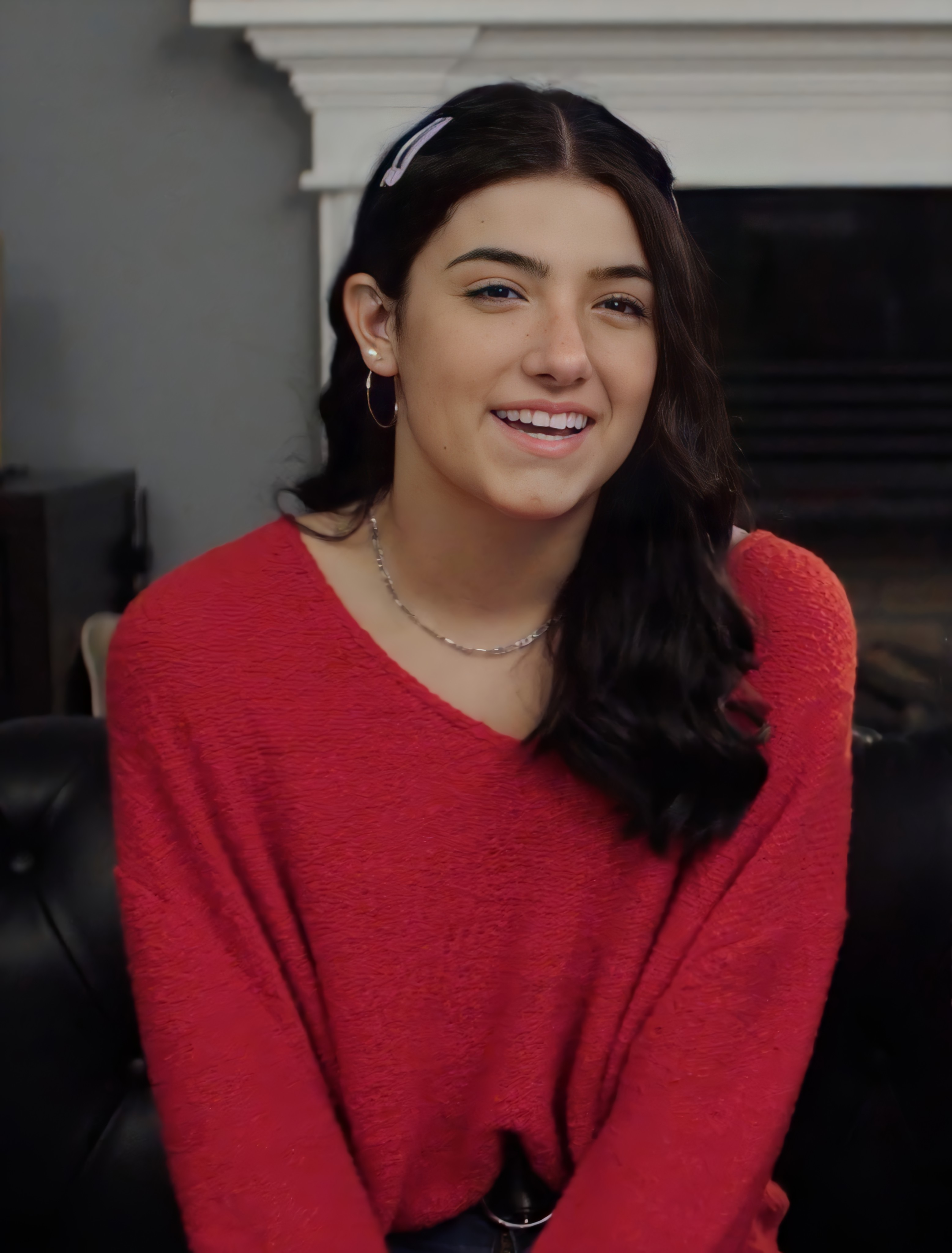
Charli D'amelio, dansatoare americană

- 1968: Oliver Bierhoff, fotbalist german
- 1969: Wes Anderson, regizor și scenarist american
- 1972: Javi Gracia, jucător și antrenor spaniol de fotbal
- 1972: Marius-Constantin Budăi, politician român
- 1973: Radu Mudreac, politician din Republica Moldova
- 1973: Oliver Neuville, fotbalist german
- 1975: Murat Han, actor turc
- 1975: Călin Peter Netzer, regizor român de film
- 1980: Zaz, cântăreață și compozitoare franceză
- 1981: Aliaksandr Hleb, fotbalist bielorus
- 1982: Beto, fotbalist portughez
- 1982: Jamie Dornan, actor, model și muzician nord-irlandez
- 1986: Marina Tauber, antrenoare de tenis și politiciană din Republica Moldova
- 1987: Leonardo Bonucci, fotbalist italian
- 1987: Diana Druțu, handbalistă română
- 1987: Andrei Stoica, kickboxer român
- 1990: Diego Contento, fotbalist german
- 1994: Cristina Enache, handbalistă română
- 1997: Anca Polocoșer, handbalistă română
- 2004: Charli D'amelio, dansatoare americană

## Decese
- 0408: Arcadius, împărat roman (n. 337/338)
- 1118: Matilda a Scoției, prima soție a regelui Henric I al Angliei (n. cca. 1080)
- 1308: Albert I al Germaniei (n. 1255)
- 1521: Duarte Barbosa, scriitor portughez (n. circa 1480)
- 1539: Isabela a Portugaliei, soția regelui Carol Quintul (n. 1503)
- 1555: Papa Marcel al II-lea (n. 1501)
- 1572: Papa Pius al V-lea (n. 1504)
- 1813: Jean-Baptiste Bessières, mareșal francez (n. 1768)

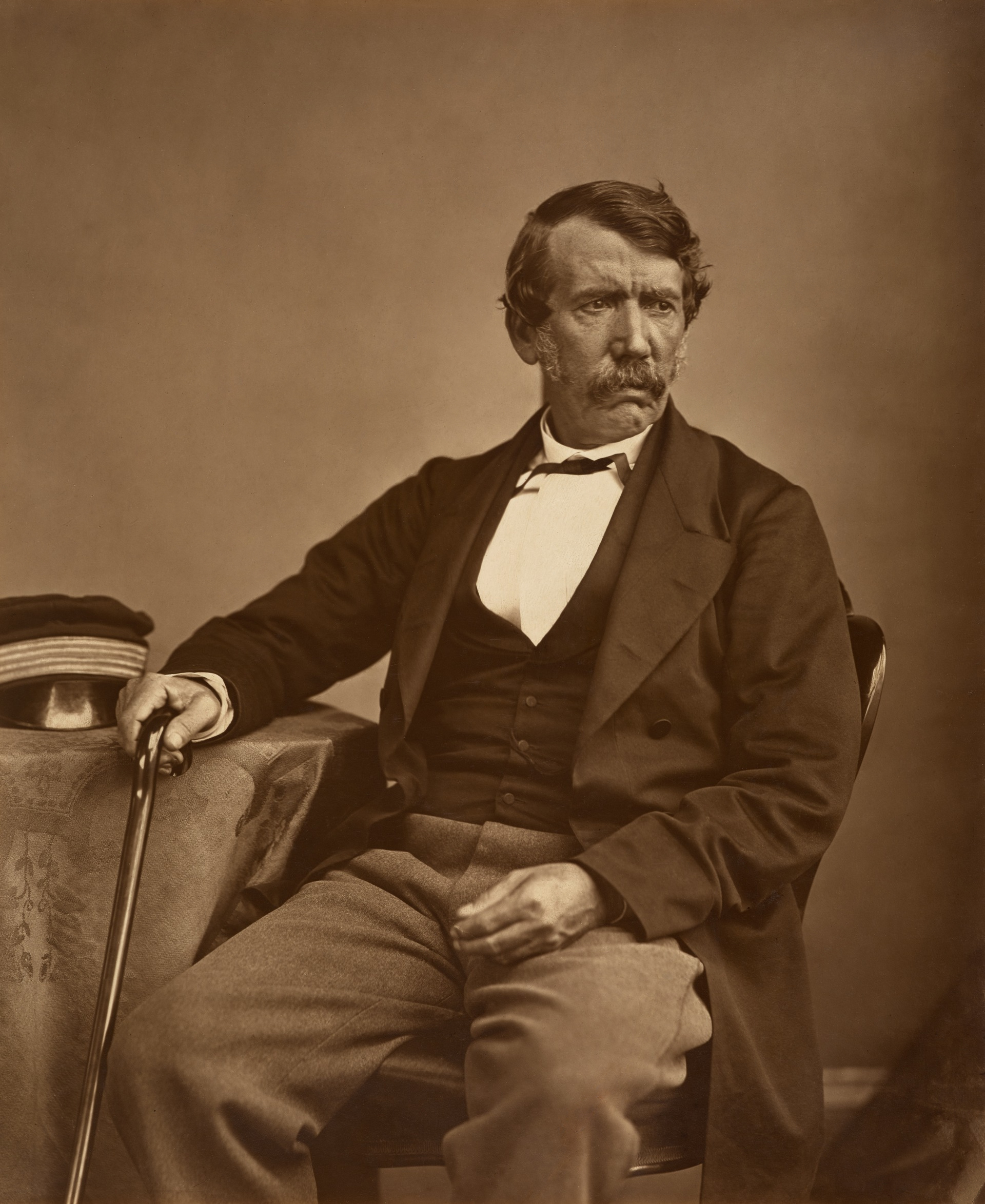
David Livingstone, misionar scoțian
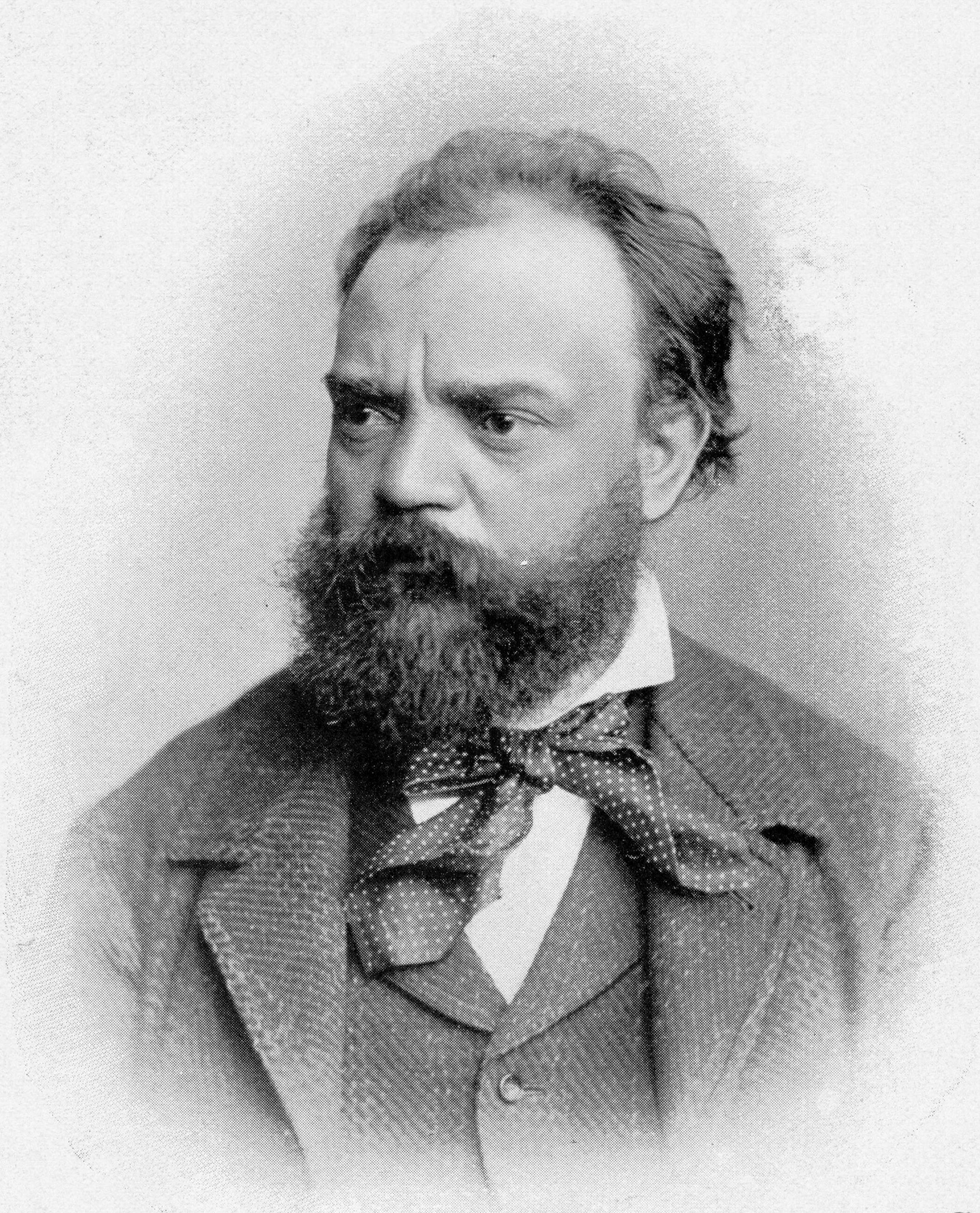
Antonín Dvořák, compozitor ceh
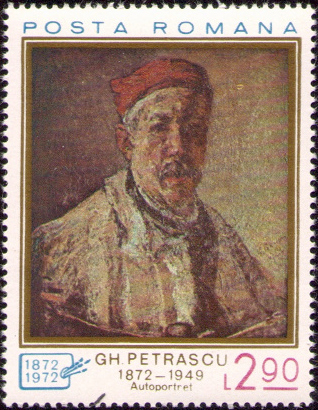
Gheorghe Petrașcu, pictor român

- 1873: David Livingstone, misionar scoțian (n. 1813)
- 1897: Mihail Galino, actor român de teatru (n. 1831)
- 1904: Antonín Dvořák, compozitor ceh (n. 1841)
- 1910: Louis Welden Hawkins, pictor francez (n. 1849)
- 1911: Ioan Sabo, episcop romano-catolic (n. 1836)
- 1920: Prințesa Margaret de Connaught (n. 1882)
- 1934: Paul Zarifopol, critic literar, inițiatorul ediției critice a operelor lui Ion Luca Caragiale (n. 1874)
- 1945: Joseph Goebbels, politician german și Ministrul Propagandei Publice în timpul regimului nazist (n. 1897)
- 1945: Magda Goebbels, soția lui Joseph Goebbels (n. 1901)
- 1946: Marius Grout, scriitor francez, câștigător al Premiului Goncourt (1943), (n. 1903)
- 1949: Gheorghe Petrașcu, pictor român (n. 1872)
- 1973: Asger Jorn, pictor danez (n. 1914)
- 1978: Aram Ilici Haciaturian, compozitor rus de origine armeană (n. 1903)
- 1980: Henry Levin, regizor american de film (n. 1909)
- 1986: Nicolae Brana, pictor român (n. 1908)
- 1993: Pierre Bérégovoy, politician francez, prim-ministru al Franței (1992-1993), (n. 1925)
- 1994: Ayrton Senna, pilot brazilian de Formula 1 (n. 1960)
- 2000: Steve Reeves, actor și filantrop american (n. 1926)
- 2006: Ion Gavrilă Ogoranu, luptător anticomunist din Munții Făgăraș (n. 1923)
- 2017: Yisrael Friedman, rabin din România (n. 1923)
- 2017: Karel Schoeman, scriitor sud-african (n. 1939)
- 2018: Constantin Olteanu, politician comunist român (n. 1928)
- 2021: Constantin Arvinte, dirijor, compozitor și folclorist român (n. 1926)

## Sărbători
- Ziua Muncii
- *Sf. Iosif Muncitorul; Ieremia, profet[necesită citare] [7]